# Oppstuhage

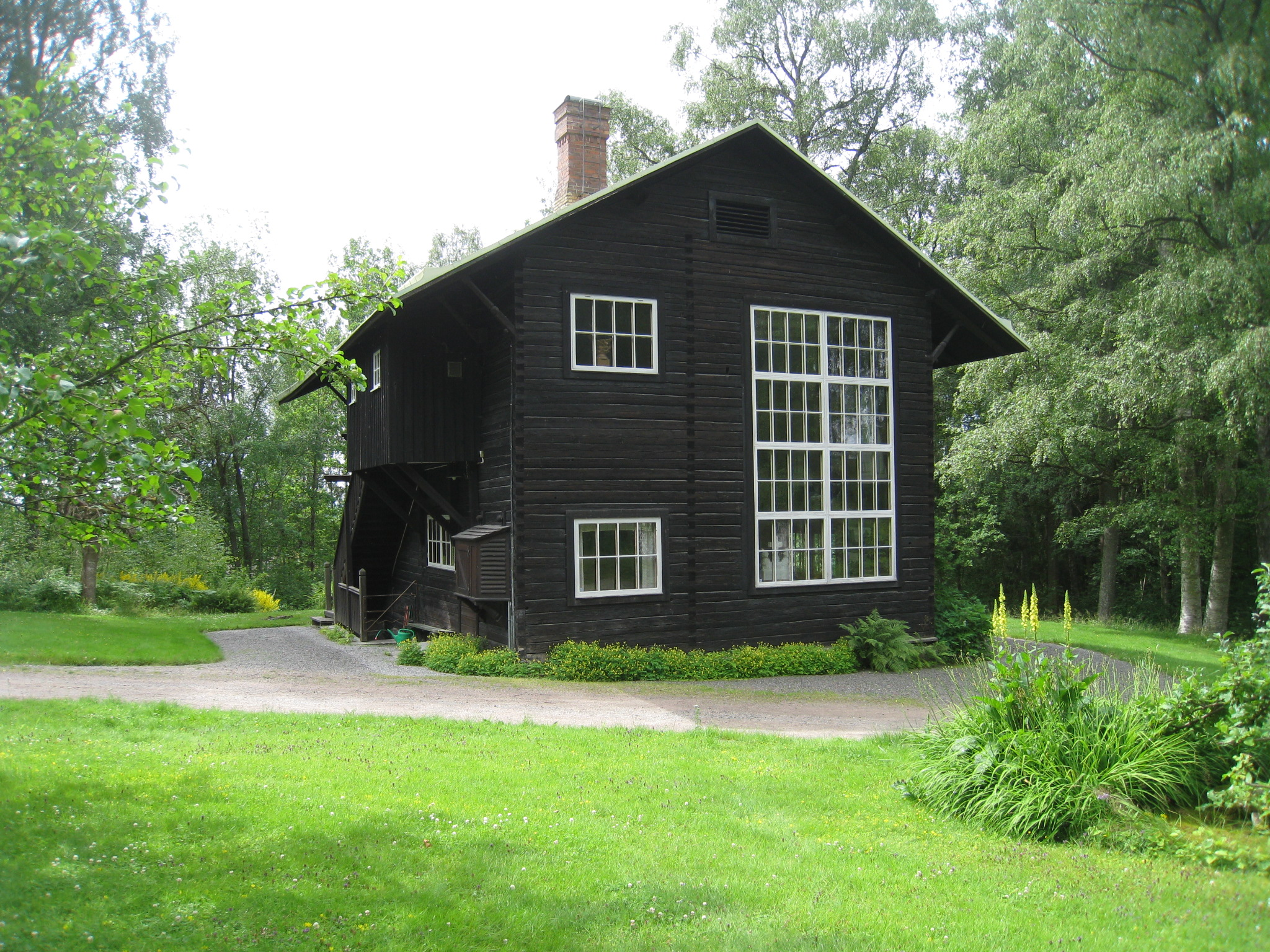
Oppstuhage, skulptören Christian Erikssons bostad och ateljé vid nuvarande Rackstadmuseet i Taserud utanför Arvika.

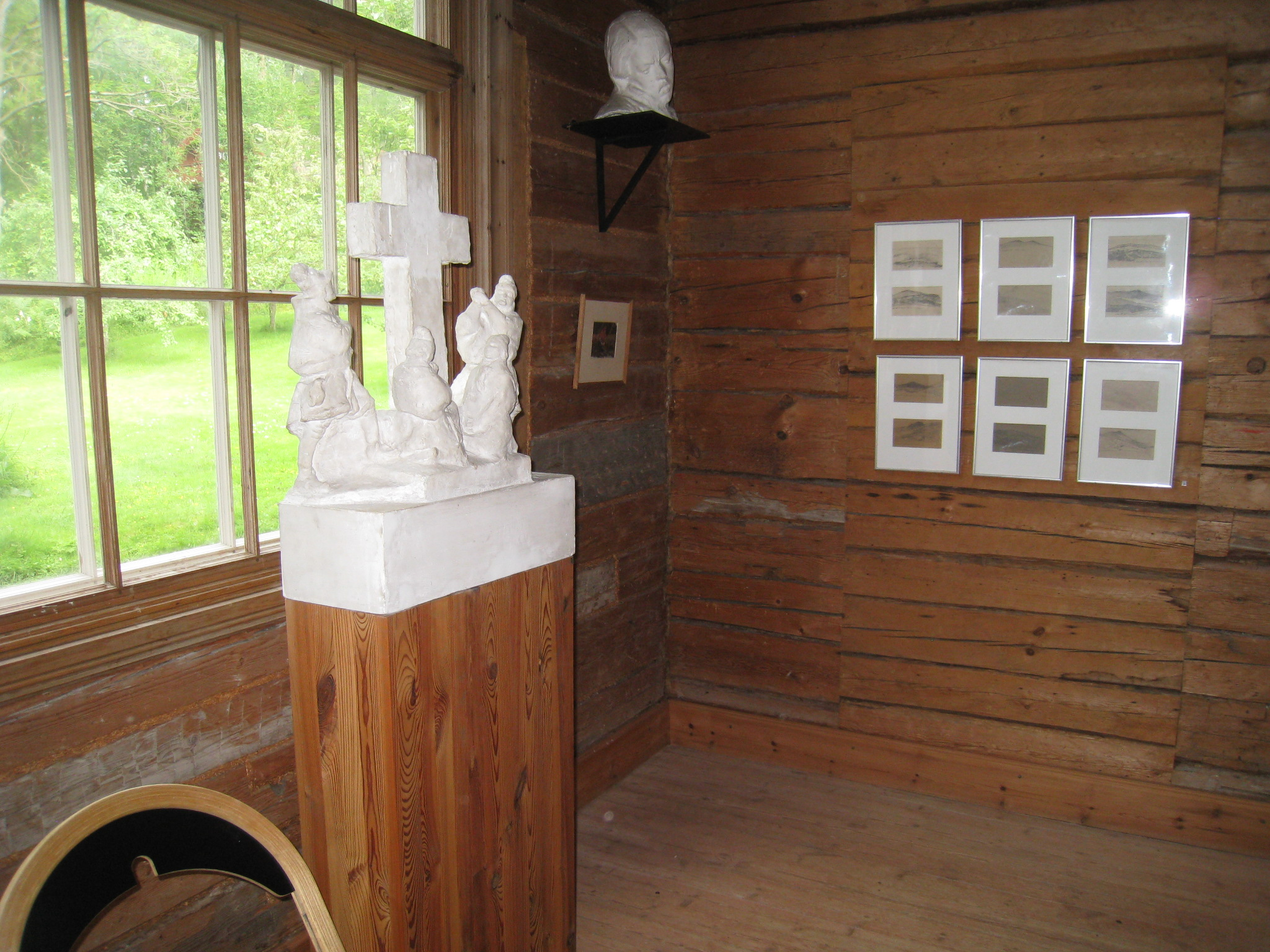
Interiör i Christian Erikssons ateljé Oppstuhage.

Oppstuhage är en ateljé och bostad som ligger i Taserud utanför Arvika i Värmland. Det var den svenske skulptören Christian Eriksson som byggde den kombinerade bostaden åt sig och sin franska hustru Jeanne Tramcourt vid mitten av 1890-talet. Numera är byggnaden återställd i ursprungligt skick och ingår i Rackstadmuseet.
Det var en grupp natursökande konstnärsvänner som ingick i Rackstadgruppen. Rackstadmuseet är byggt på gården Haget och har den gamla manbyggnaden som entré. Oppstuhage blev minnesgård 1951.
Christian Eriksson hade sitt ursprung i Taserud och fädernegården Haget. Efter återkomsten från studietiden i Frankrike 1894 lät Christian Eriksson uppföra sin egen ateljé och bostad, Oppstuhage, som ligger omedelbart söder om Haget i anslutning till föräldrahemmet. Oppstuhage är uppförd i tidsenligt nationalromantiskt utförande.

## Några skulpturer i ateljén och i trädgården

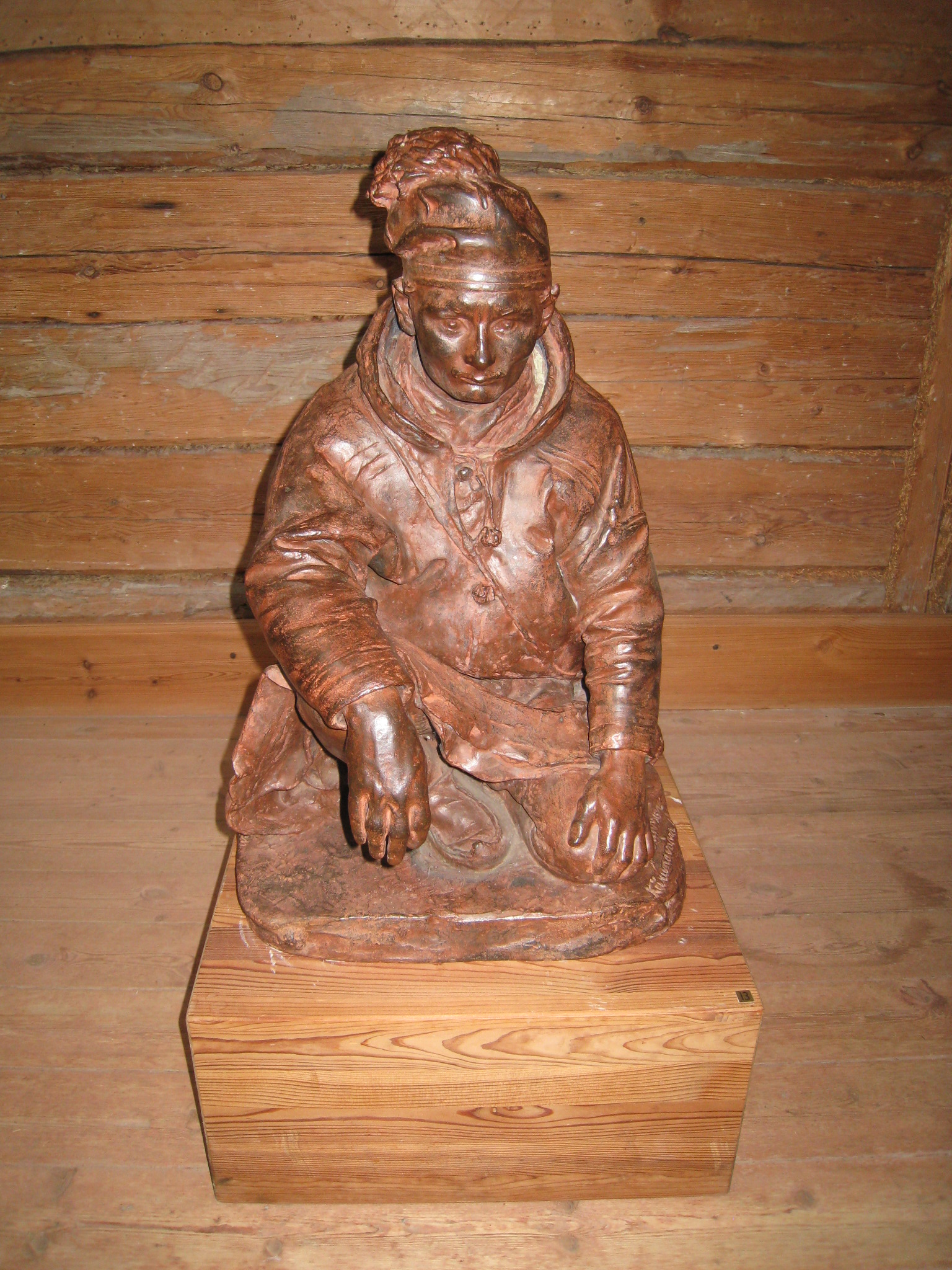
Skulptur av same i trä, Sittande same, signerad och daterad Kiirunavaara (Kiruna) 1909.

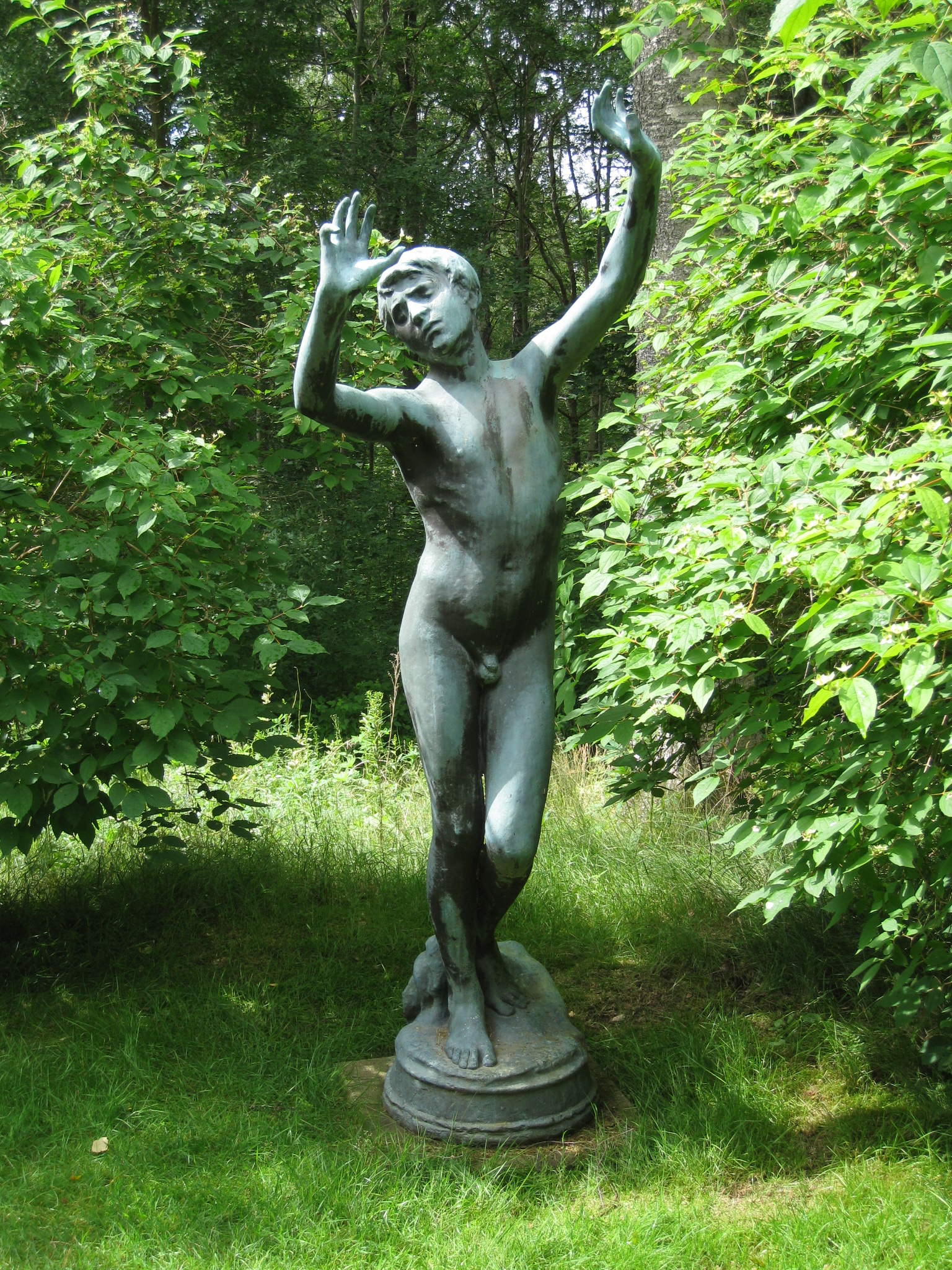
Skulpturen Martyren (1888) står i trädgården vid Oppstuhage. För skulpturen fick Christian Eriksson medalj och stipendium.

I trädgården vid Oppstuhage finns en skulptur, Martyren, som Christian Eriksson ställde ut på Parissalongen 1888. Han fick medalj och stipendium för sitt debutverk.
I ateljén finns en skulptur vilken tidigare omnämnts under benämningen "Sittande lapp". Den avbildar Per Kuhmoinen vilken satt modell för Christian Eriksson hemma hos LKAB:s förste disponent i Kiruna Hjalmar Lundbohm.

## Oppstuhage byggdes 1894
År 1883 flyttade Christian Eriksson till Paris för att studera konst fram till slutet av 1880-talet. Efter studieåren försörjde han sig i Paris genom att hjälpa andra konstnärer med modellering och marmorhuggning. I Paris träffade han också sin blivande hustru Jeanne Tramcourt, som bara var 18 år då de gifte sig 1894. De bodde på gården Taserud i Arvika och samma år, 1894, lät Christian Eriksson bygga Oppstuhage. Han blev under äktenskapet med Jeanne Tramcourt ett känt namn inom svenska konstnärskretsar. Paret fick tre barn: sonen Matts Eriksson, som blev skulptör, sonen Elof och dottern Kajsa. Hustrun väckte stor uppmärksamhet när hon kom till Taserud. Christian Eriksson var gift med Jeanne Tramcourt 1894–1911.

## Oppstuhage uthyrdes till konstnärskollegor
Som skulptör fick Christian Eriksson många uppdrag i Stockholm och för att komma närmare sitt arbete lämnade han snart Arvika och Oppstuhage. Redan 1898 flyttade Christian och Jeanne till Stockholm. Sedan byggnadstiden har bostaden och ateljéerna på Oppstuhage varit hemvist för en rad svenska konstnärer. Han hyrde ut Oppstuhage till konstnärsparet Gustaf och Maja Fjæstad från 1897. Konstnärskollegan sökte bostad i Värmland, som han förälskat sig i. Gustaf och Maja Fjæstad blev de de första att anlända och stommen till vad som senare kom att bli känt som Rackstadkolonin, Sveriges främsta konstnärskoloni. Hit lockades senare även kollegorna från Konstnärsförbudets målarskola en efter en. Konstnärsförbundet hade 1890 startat en egen konstskola, som med ett par uppehåll var verksamt till år 1908. Till Oppstuhage och sjön Racken lockades även målarna Bror Lindh, Björn Ahlgrensson, Fritz Lindström och Ture Ander och keramikern Riborg Böbing-Albråten med flera. Tillsammans med konstnärerna och konsthantverkare uppstod Rackstadkolonin och dessa gav anledning till skapandet av Rackstadmuseet. Kolonin kom att starkt förknippas med den nationalromantiska konsten.

## Bröderna Erikssons Möbelverkstad på Haget
På gården Haget startades verkstaden Erik Olssons Möbelsnickeri, där sönerna Ola, Elis, Christian och Karl lärdes upp. De fick senare utbildning i Stockholm, Tyskland och Frankrike, enligt tidens sed. Ola Eriksson ("Mäster Ola") blev ornamentbildhuggare, Karl Eriksson ("Mäster Karl") och Elis Eriksson ("Mäster Elis") blev möbelsnickare och Christian Eriksson bildhuggare. Verksamheten kom att kallas Bröderna Erikssons Möbelverkstad då de fyra bröderna år 1877 tog över efter fadern Erik Olsson. Som bildhuggare hade Christian ett vitt förgrenat kontaktnät och där ingick bland annat tidens ledande arkitekter. Omfattande beställningar lades hos möbelverkstaden i Taserud via Christian och hans vänner. Det var också många av traktens skickligaste hantverkare som kom att knytas dit.

## Nytomta

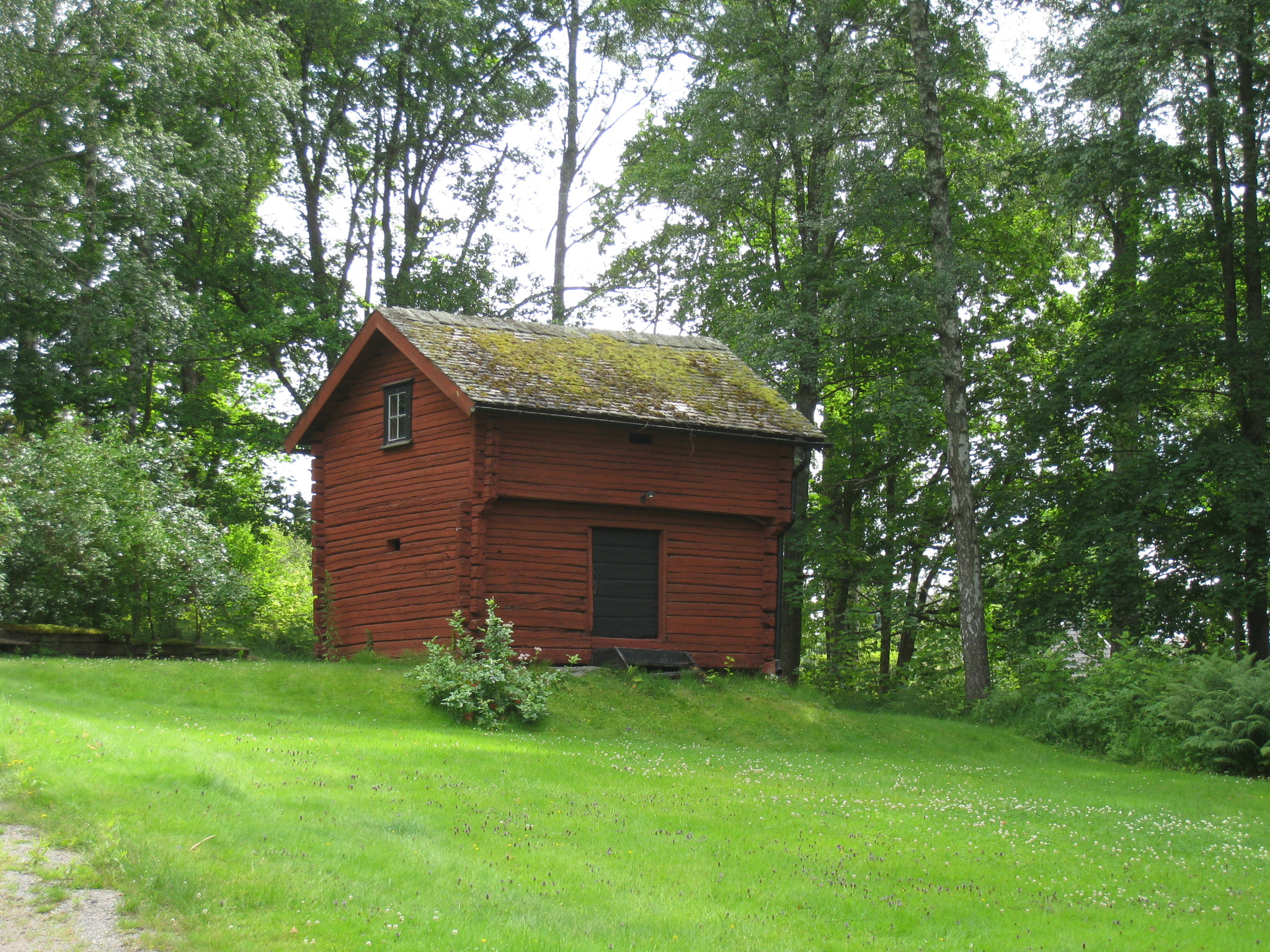
Även en knuttimrad visthusbod ingår i miljön vid Oppstuhage.

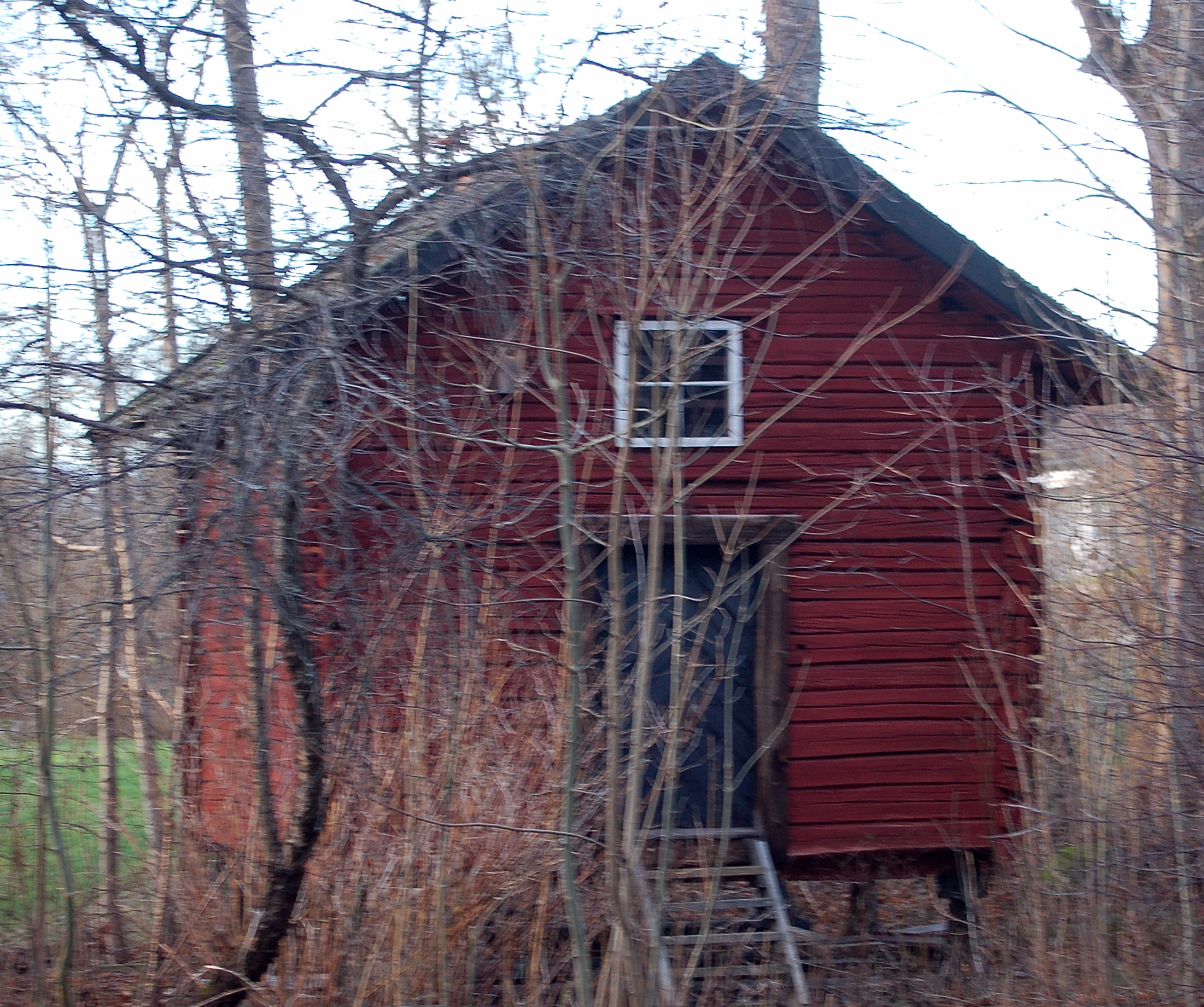
Loftboden vid gården Nytomta intill Oppstuhage är ett knuttimrat förrådshus i två plan för förvaring av mat och kläder. Byggnadstypen, loftboden som byggdes i två våningar, är känd sedan medeltiden. De byggdes huvudsakligen i mellersta Sverige.

Väster om Haget ligger gården Nytomta, som har ännu äldre anor i släkten. Nytomta är släktens ursprungsgård. Under 1800-talets första hälft bodde bonden Erik Olsson där. Som hantverkare tillverkade han dragkistor och chiffonjéer. Med tiden fick Erik Olsson och hans hustru Stina en stor barnaskara. Granngården Haget köptes in och familjen flyttade dit, flera av barnen är födda där. Sonen Ola uppförde det nuvarande bostadshuset och bosatte sig 1896 på gården. Nytomta ägs idag av en stiftelse som har till uppgift att bevara gården och utveckla hantverket i gårdens tradition. Främst är man inriktad på vävning och under senare år har en vävstuga uppförts på gården. Numera används Nytomta som vävstuga.

### Sommarateljén
Den så kallade Sommarateljén, som inreddes i en före detta spikbod, som flyttades till platsen från Sälboda järnbruk i februari 1901. Denna byggnad bär också nationalromantisk prägel. Även en knuttimrad visthusbod ingår i bebyggelsemiljön. Christian Erikssons och Jeanne Tramcourts son Matts Eriksson, Matts i Taserud, var verksam från 1932 i Taserud och han gick i lära hos sina farbröder Karl och Elis. Han öppnade egen verkstad 1934 och där tillverkade han stilmöbler, kyrkliga utsmyckningar, dopfuntar, lampetter och Taserudsstakar. Matts Eriksson tillverkade Taserudsstaken från 1932 fram till sin bortgång 1981.

### Taserudsstaken
Förebilden till Taserudsstaken är en ljusstake som Elis i Taserud ropade in på en auktion i Blomskogs socken år 1904. De första Taserudsstakarna tillverkades i Bröderna Erikssons Möbelverkstad 1906–1910. I bostaden nedanför Rackstadmuseet i Taserud finns ateljé och butik, där det tillverkas konsthantverk såsom lampor och lampetter, speglar, pendyler och svarvade produkter i egen design. "En äkta Taserudsstake ska vara tillverkad i Arvika, den ska vara i ek och ha en stämpel i botten, där det ska stå namnet på tillverkaren. De mest värdefulla av de gamla ljusstakarna, som finns kvar, är stämplade och tillverkade av Elis Eriksson. Efter Elis Eriksson tog sonen James Eriksson tog över ansvaret. Även ljusstakar tillverkade av träsnidarna James Eriksson och hans son Urban Eriksson står högt i kurs.

## Bilder

### Exteriör

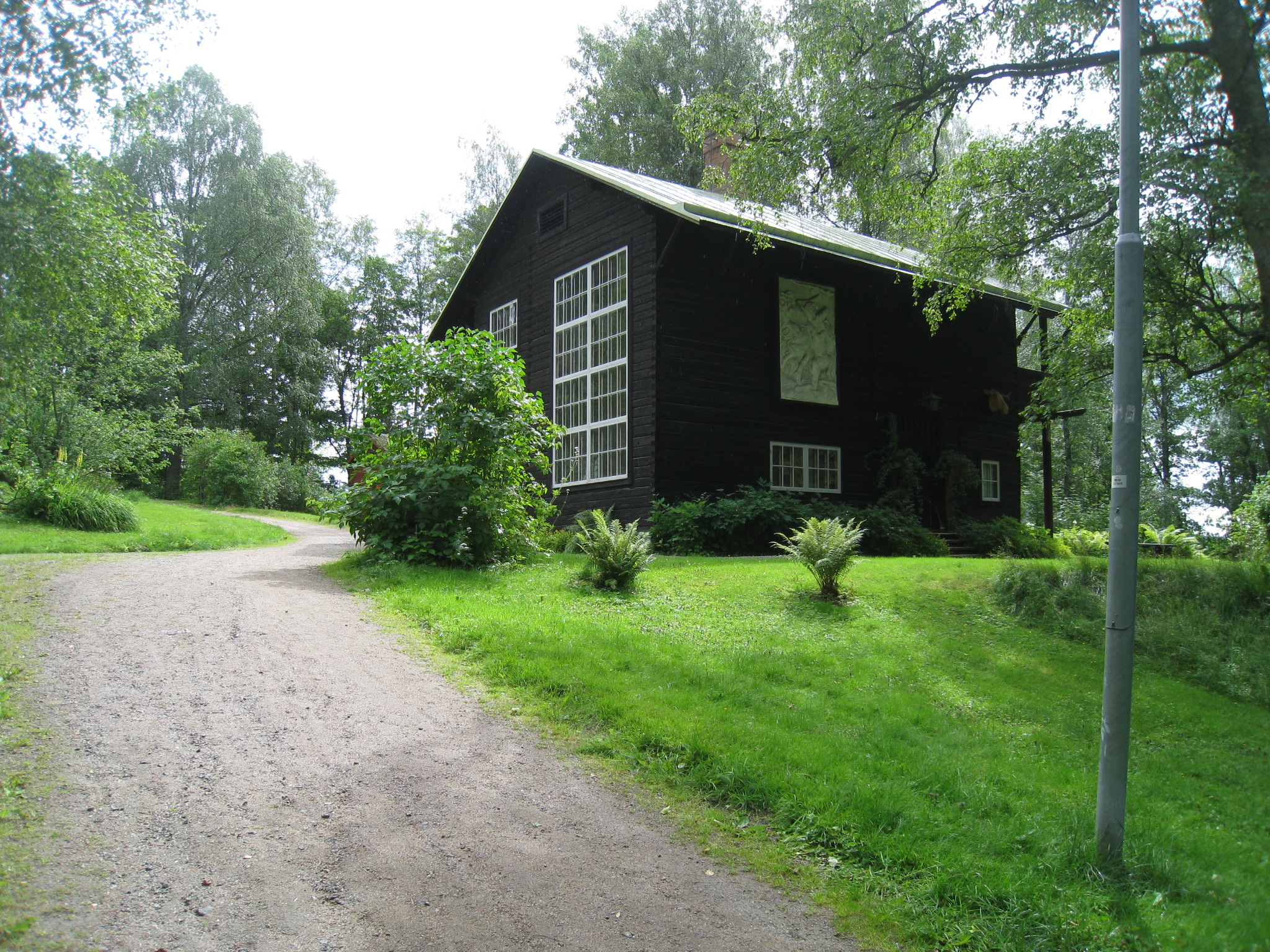
Oppstuhage, bostadsbyggnaden och ateljén.
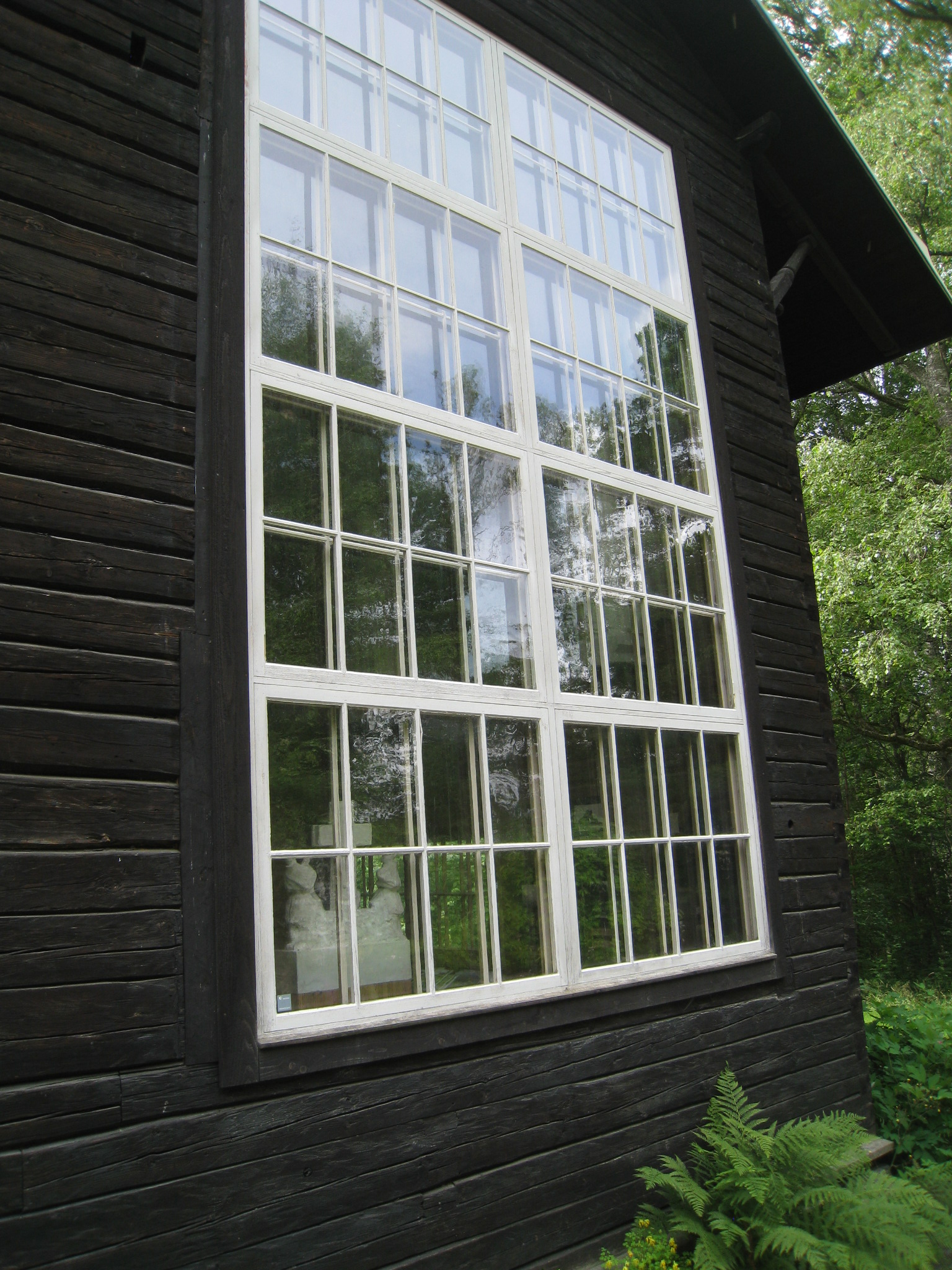
Oppstuhage med de stora ateljéfönstren.
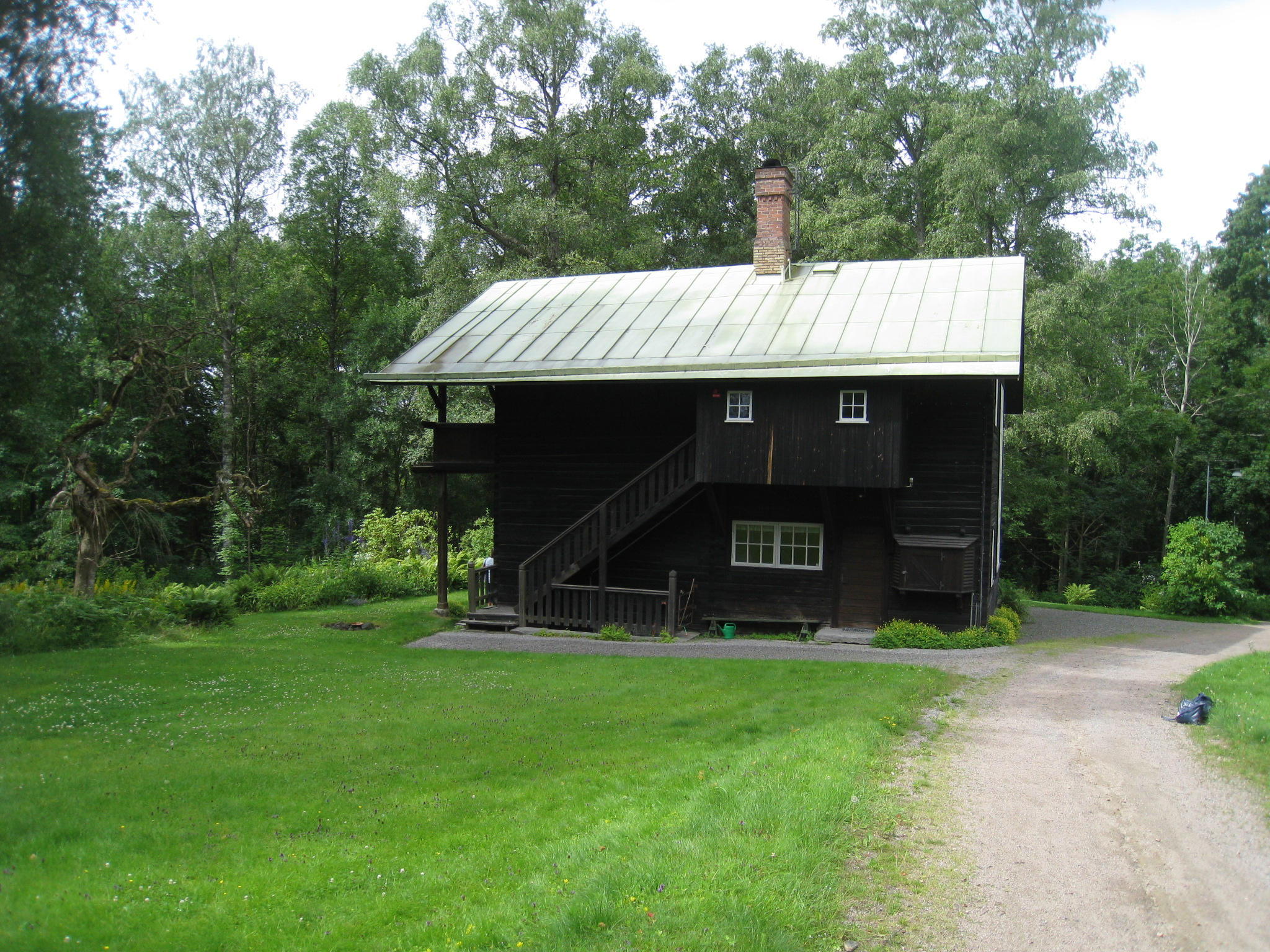
Oppstuhage mot söder.
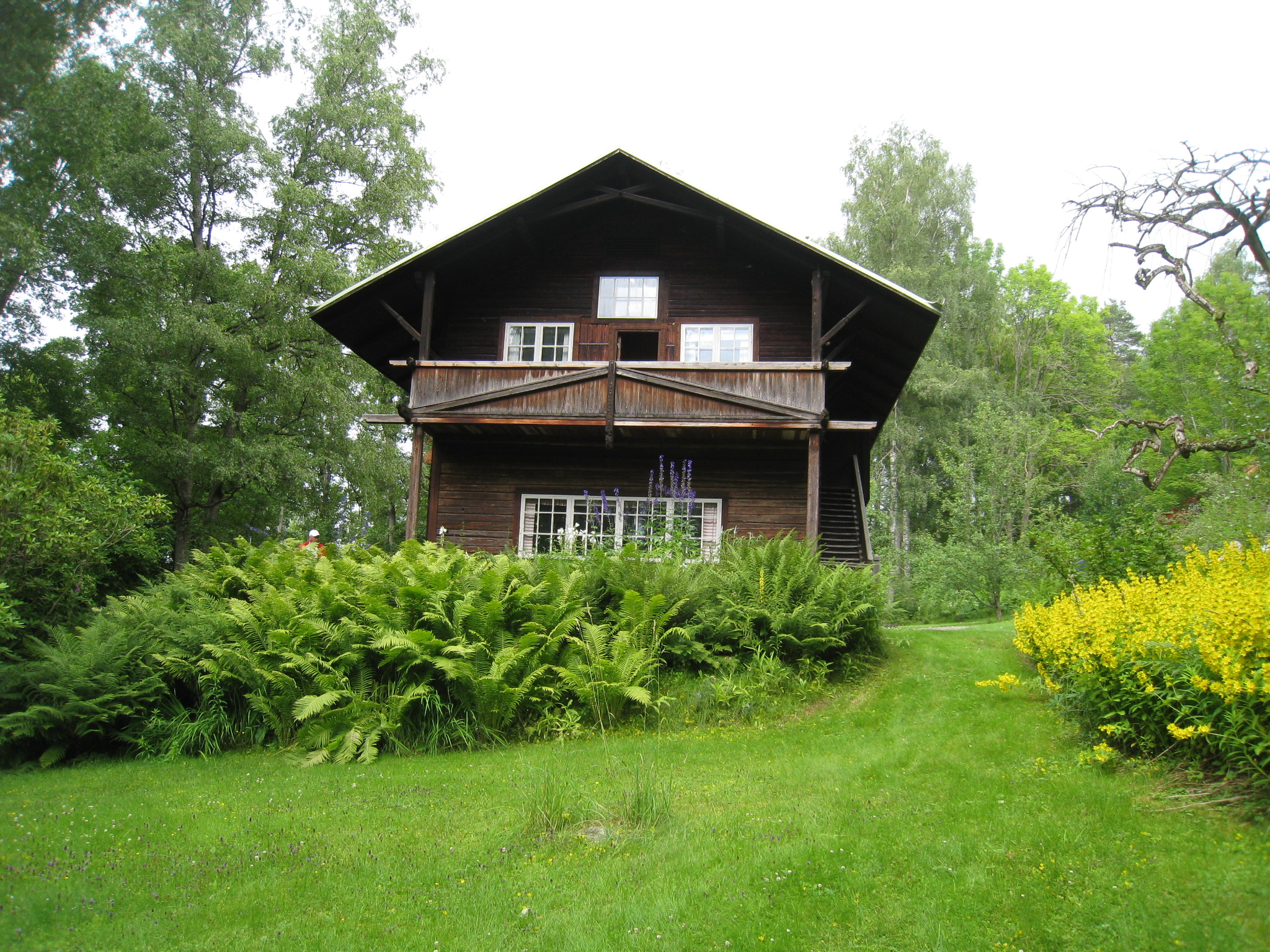
Oppstuhage mot öster.

### Interiör

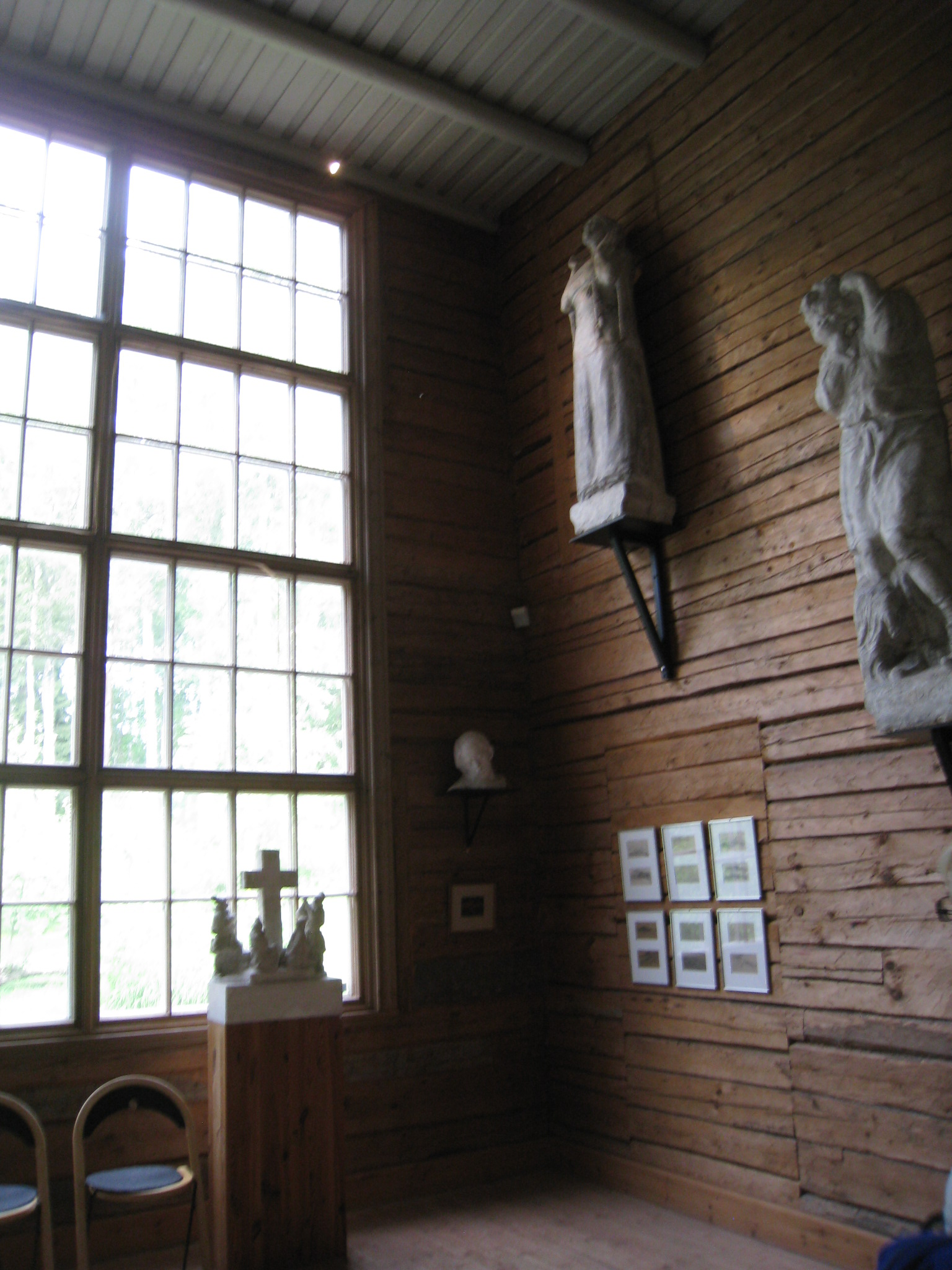
Interiör i Christian Erikssons ateljé.
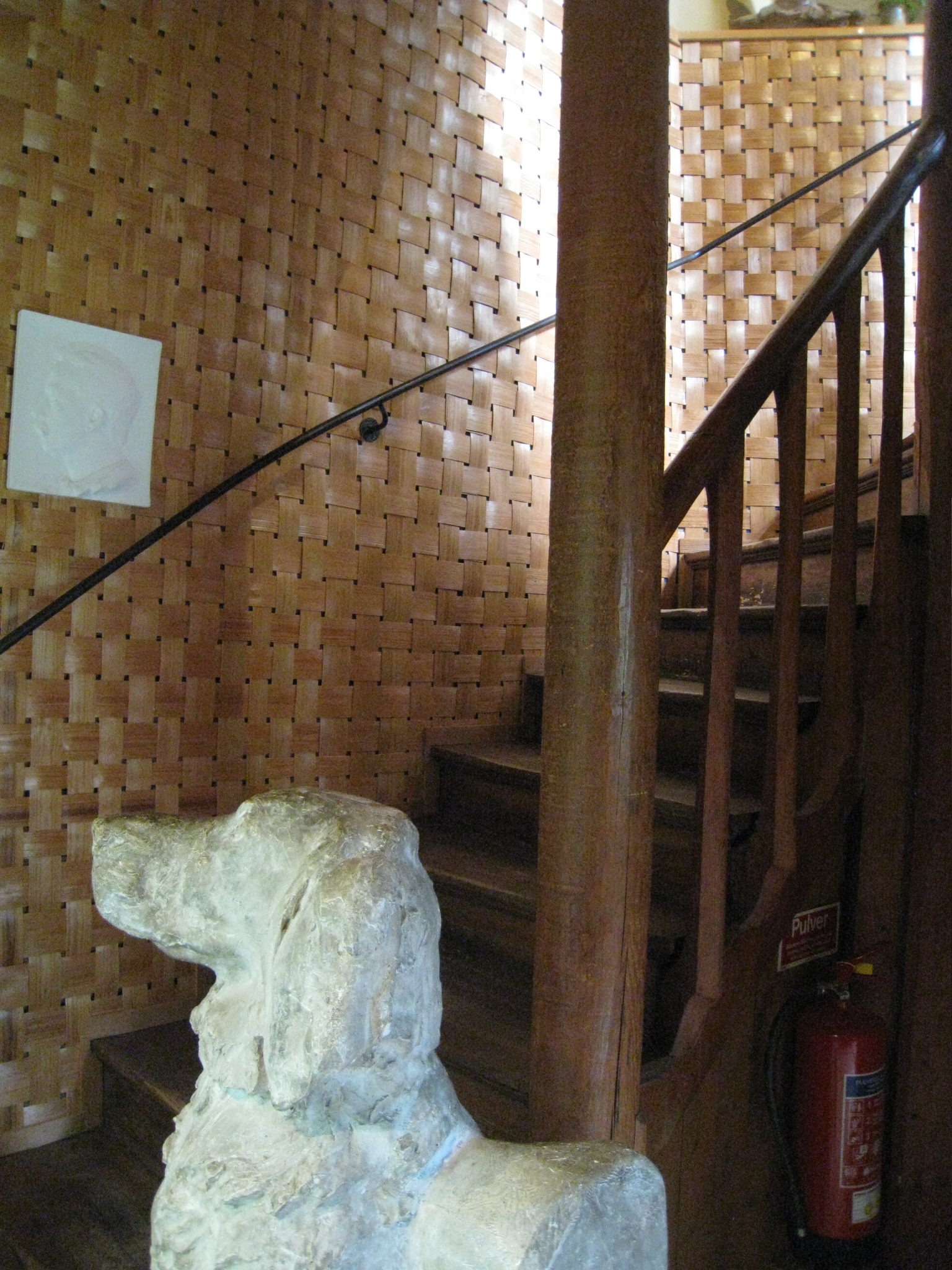
Interiör.
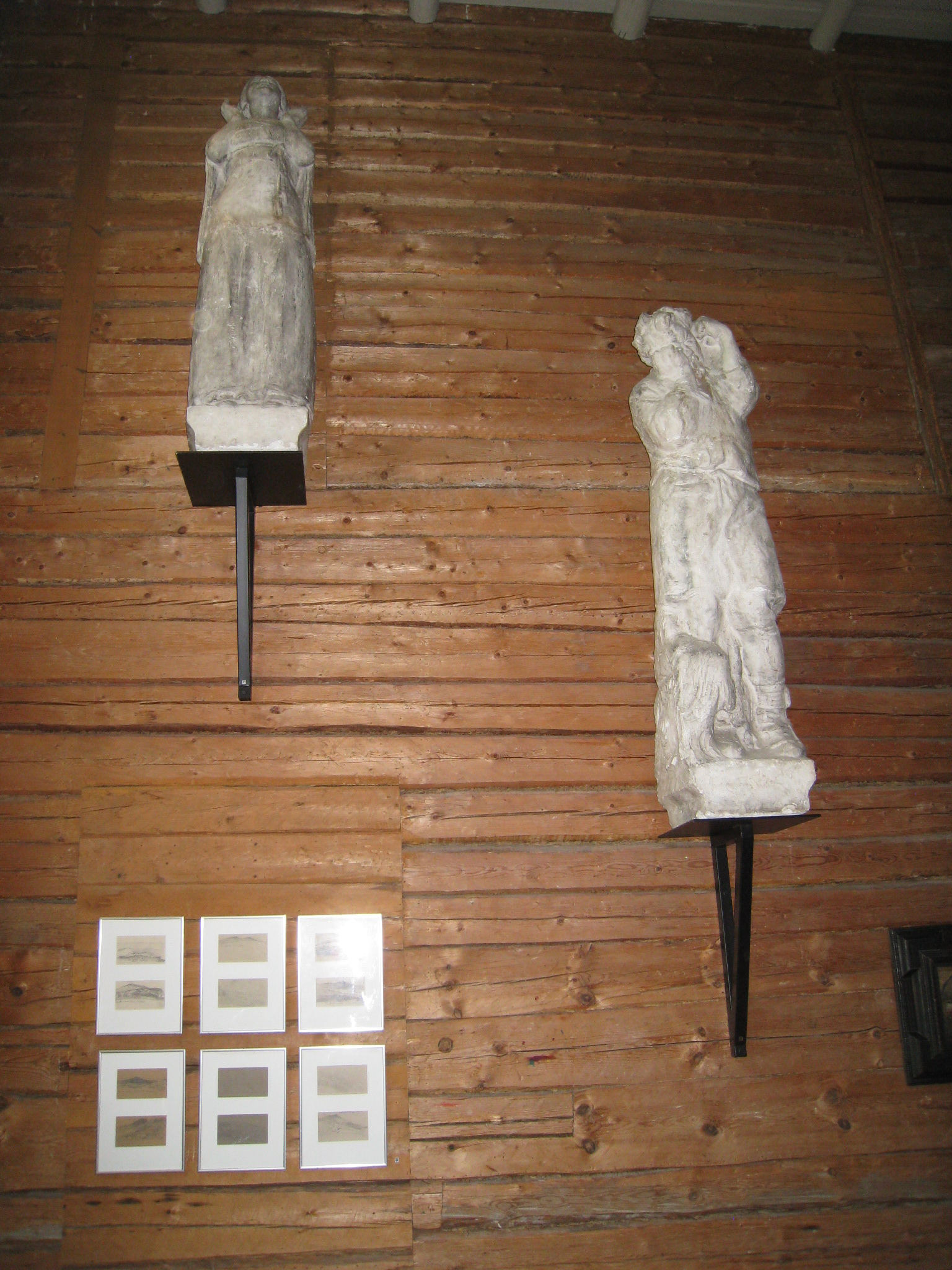
Interiör.
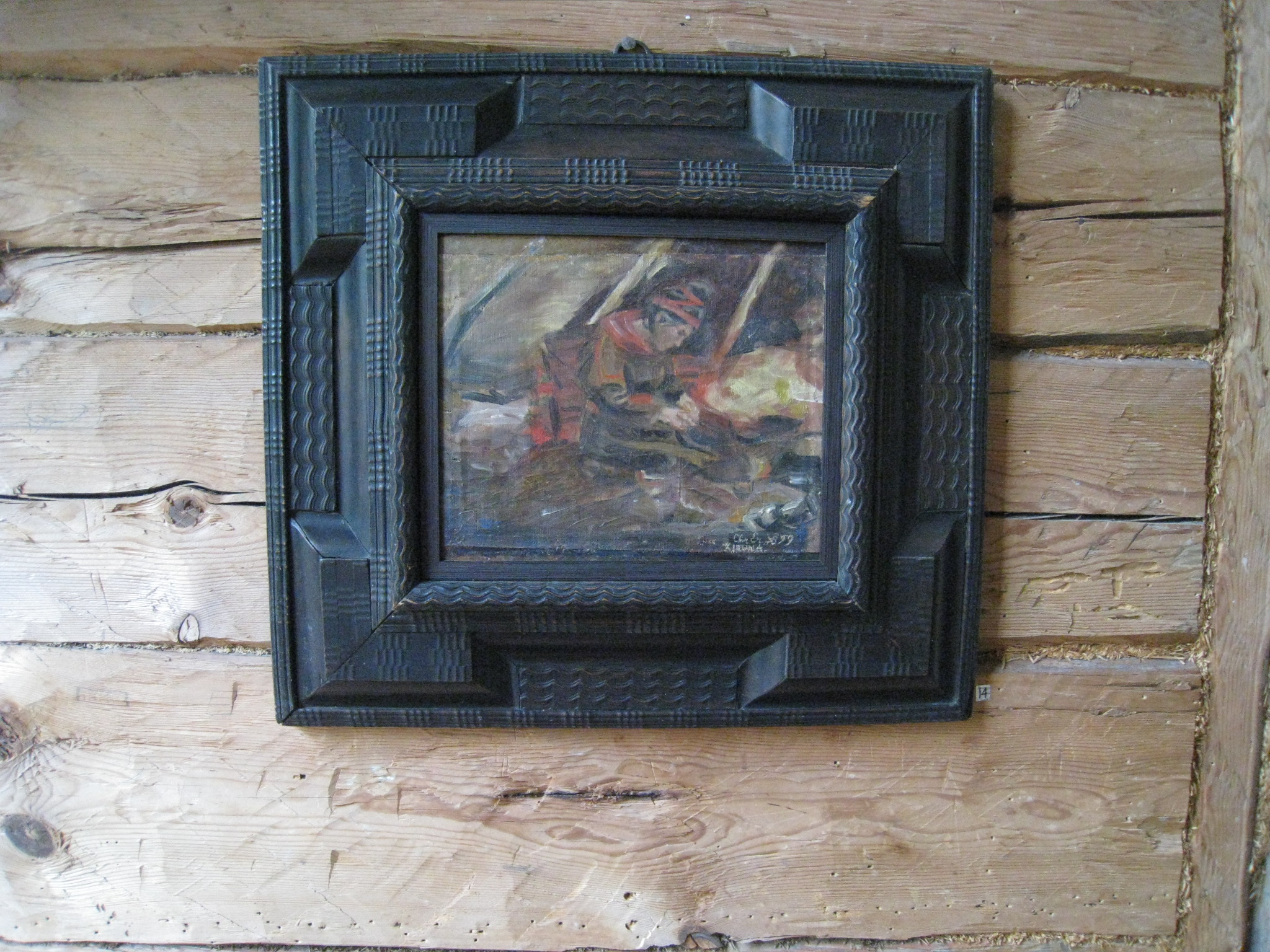
Interiör.